# 阿部菜摘子
阿部 菜摘子（あべ なつこ、2月9日 - ）は、日本の女性声優。神奈川県出身。インテンション所属。

## 人物
アニメ制作プロジェクト「Project ANIMA」にてアニメ化が決定した『サクガン!!』のヒロイン公開オーディションに参加し、二次審査まで進んだ。
趣味は音楽を聞くこと。資格は司書、チェーンソー。

## 出演
太字はメインキャラクター。

### テレビアニメ
2021年
- 蜘蛛ですが、なにか?
- SSSS.DYNAZENON（子供α）
- 先輩がうざい後輩の話（女性A、デパートの店員、女子高生B、小学生、ネコ 他）
- 大正処女御伽話（子供、麗美）
- サクガン（女性客A）

2022年
- リアデイルの大地にて（ロンティ）
- その着せ替え人形は恋をする（イベント参加者）
- プリンセスコネクト!Re:Dive Season 2（ウエイトレス）
- 時光代理人 -LINK CLICK-（生徒）
- 乙女ゲー世界はモブに厳しい世界です（取り巻き）
- 史上最強の大魔王、村人Aに転生する（ラティマ）
- ダンジョンに出会いを求めるのは間違っているだろうかIV 新章 迷宮篇（冒険者）
- 悪役令嬢なのでラスボスを飼ってみました（少年クロード）
- VAZZROCK THE ANIMATION（園児C）
- 虫かぶり姫（令嬢）

2023年
- ツンデレ悪役令嬢リーゼロッテと実況の遠藤くんと解説の小林さん（部員B）
- 異世界のんびり農家（リゼ、リタ、ラーサ、ラル）
- アイドルマスター シンデレラガールズ U149（同級生A）
- Lv1魔王とワンルーム勇者（アナウンス）
- ホリミヤ -piece-（女子生徒B）
- AIの遺電子（田口の息子）
- 聖女の魔力は万能です（メイド）
- カミエラビ（2023年 - 2024年、チカ / 能島千歌） - 2シリーズ
- 新しい上司はど天然（社員）

2024年
- BEYBLADE X（2024年 - 2025年、りこるん）
- 戦隊大失格（ママ、受付嬢）
- ゆるキャン△ SEASON3（店員）
- 怪異と乙女と神隠し（女子）
- 声優ラジオのウラオモテ（スタッフ）
- 終末トレインどこへいく?（ウライズミン、少年、女性）
- 先輩はおとこのこ（大我竜二〈幼少期〉）
- 神之塔 -Tower of God- 王子の帰還（ニア）
- 義妹生活（子供、自販機の音声案内）
- かつて魔法少女と悪は敵対していた。（子どもA）
- 逃げ上手の若君
- 異世界失格（孤児院の子供たち）
- シャングリラ・フロンティア（SF-Zoo女性B）
- 村井の恋（女子生徒）
- ささやくように恋を唄う（ライブ観客）

2025年
- もめんたりー・リリィ（河津ゆり）
- 甘神さんちの縁結び（松ヶ崎花蓮）
- カードファイト!! ヴァンガード Divinez（子供）
- 異修羅（娘）
- 君のことが大大大大大好きな100人の彼女（符手ラノ子）
- 履いてください、鷹峰さん（小学生A、女子生徒）
- 未ル わたしのみらい（アナウンサー）
- 九龍ジェネリックロマンス（キャスター）
- カッコウの許嫁 Season2（女子生徒）
- フードコートで、また明日。（店員）
- わたしが恋人になれるわけないじゃん、ムリムリ!（※ムリじゃなかった!?）（平野）

2026年
- 追放された転生重騎士はゲーム知識で無双する（マリス・エドヴァン）

### 劇場アニメ
- 劇場版 呪術廻戦 0（2021年、通行人）

### ゲーム
2021年
- ファンタシースターオンライン2 es（トワイライトルーン）

2022年
- おじさまと猫 スーパーミラクルパズル（子猫）
- オリエント・アルカディア（甄姫、王異）
- クイズRPG 魔法使いと黒猫のウィズ（シャローム、シャローム・ピース）
- 艦隊これくしょん -艦これ-（2022年 - 2023年、夏雲、Ranger）

### ドラマCD
- 薬屋のひとりごと（2022年、娘 他[11]） - 12巻特装版ドラマCD

### オーディオブック
- audiobook.jp
  - 成瀬は天下を取りにいく（2024年、島崎の母[12]）
  - 成瀬は信じた道をいく（2024年、野原結芽[13]）

### デジタルコミック
- 偽モテ男に恋愛指南は荷が重い（＆GENTE - アンジェンテ - 、2024年、女子高校生1・4、女の子、女子高校生11、女性客2[14]）

### 吹き替え

#### アニメ
- 百妖譜（2024年、妖怪）

### シリーズ一覧
1. ↑  シーズン1（2023年）、シーズン2完結編（2024年）

### 初出話一覧
1. ↑  第23話初出
2. 1 2 3 4  第1話初出
3. 1 2 3  第2話初出
4. 1 2  第3話初出
5. 1 2  第6話初出
6. ↑  第8話初出
7. 1 2 3  第11話初出
8. 1 2  第12話初出
9. 1 2 3  第4話初出
10. 1 2  第5話初出
11. 1 2  第7話初出
12. ↑  第9話初出
13. ↑  第28話初出
14. ↑  第14話初出
15. ↑  デラックス編 第2話初出
16. ↑  第15話初出
17. ↑  第18話初出